# Марков Камень
Марков Камень — гора на Среднем Урале, в Сысертском районе Свердловской области. Гора расположена на юге области, к югу от Екатеринбурга и к юго-западу от города Сысерти, в природном парке «Бажовские места». Гора Марков Камень является частью Каслинско-Сысертского кряжа. Марков Камень с окружающими лесами является геоморфологическим, археологическим и историко-литературным памятником природы Свердловской области площадью 277 гектар. Из-за своей известности гора довольно популярна у туристов.

## Описание
Как и большинство гор Урала, Марков Камень полностью покрыт хвойным лесом. Преобладают сосны, встречаются редкие растения, в частности много костяники. Неподалёку от склонов есть беседка, в которой можно отдохнуть и спрятаться от дождя. На вершине горы возвышаются небольшие гранитные скалы высотой около 10 метров и 30—40 метров в длину. Скалы поднимаются не выше кромки леса, поэтому с них нет хорошего обзора окрестности. На вершине скал есть старый деревянный геодезический сигнал, взбираться на который уже сейчас опасно для жизни из-за ветхости конструкции. В прошлом на него можно было залезть по деревянной лестнице и полюбоваться открывающимися видами.
На поляне у подножия горы был кордон Марков Камень, где в прошлом рабочие выжигали здесь древесный уголь для заводов.
В окрестностях Маркова Камня можно посетить другие достопримечательности природного парка «Бажовские места»: Мочаловские разрезы, озёра Асбест-Камень, Большое и Малое Щучье, а также старинные каналы, прорытые в XIX веке для пополнения воды в Сысертских прудах; можно также сходить на озеро Тальков Камень.

## Марков Камень в литературе
Великий русский писатель П. П. Бажов посвятил горе и местам вокруг отдельный сказ, который так и называется «Марков Камень».
«Чуть не в самой середке нашей заводской дачи гора одна — Марков камень. Которые заводские и думают, что по Марку Турчанинову гора прозывается. Любил, дескать, который-нибудь туда на охоту ездить либо ещё что. Ну, только это напрасно говорят. Там вовсе, может, ни один Турчанинов и не бывал. Шибко глухое место, в болотах кругом. Не барское дело по этим местам бродить… Название горы по другому Марку поставлено…», — писал Бажов.
По версии писателя, на горе скрывался от преследования крепостной Марк Береговик.